# FCザクセン・ライプツィヒ
FCザクセン・ライプツィヒ（ドイツ語: FC Sachsen Leipzig）は、ドイツにかつて存在したサッカークラブ。ザクセン州ライプツィヒをホームとしていた。愛称の「Chemie（ヒェミー）」は、東ドイツ時代のクラブ名に由来する。

## 歴史

### 第二次世界大戦前
クラブの間接的なルーツは、1899年創設のFCブリタニア1899ライプツィヒ (FC Britannia 1899 Leipzig) と、1932年創設のSVトゥルネン・ウント・ラーゼンシュピーレ1932ライプツィヒ (Sportverein Turnen und Rasenspiele 1932 Leipzig、通称:TURA) の2クラブにある。この2クラブは1938年に合併し、TuRa 1899 Leipzigとなる。第二次大戦中の1944年にSpVgg Leipzig 1899と合併し、Kriegs SG Tura / SpVgg Lepizigと名乗る。 

### 大戦直後
第二次大戦後、クラブは解散するも、ライプツィヒにはいくつものスポーツクラブが創設される。その中で現在のクラブの源流と言えるSGライプツィヒ-ロイッチュ (SG Leipzig-Leutzsch) が誕生。その後チームはライプツィヒにあったいくつかのクラブと合併し、ZSGインドゥストゥリー・ライプツィヒ (ZSG Industrie Leipzig) となり、1950年にBSGヒェミー・ライプツィヒ (Betriebssportgemeinschaft Chemie Leipzig) と名称を変更した。

### ヒェミー・ライプツィヒ誕生から東西ドイツ合併まで
BSGヒェミー・ライプツィヒと名称を変更して初めてのシーズンとなった1950-51年シーズンに、DDRオーバーリーガ（旧東独1部）で優勝。最終節でBSGテュービネ・エアフルト (BSG Turbine Erfurt) を逆転しての優勝であった。1954年に選手がSCロコモティーヴェ・ライプツィヒ (SC Lokomotive Leipzig) と契約したことからチームは解散するが、1963年に復活。復活後初めてのシーズンとなる1963-64年シーズンに、僅差でSCエンポル・ロストック（SC Empor Rostock、現在のハンザ・ロストック）を抑えてリーグ戦優勝を果たした。
1966年に2度目のカップ戦優勝を果たしたのを最後に、60年代後半よりクラブは低迷期に入った。1969-70年のシーズンで4位になったものの、1970-71年シーズンにはついに14位で2部降格。その後、70年代・80年代は典型的なエレベータークラブとなり、1部と2部を幾度も往復した。

### 東西ドイツ統一後

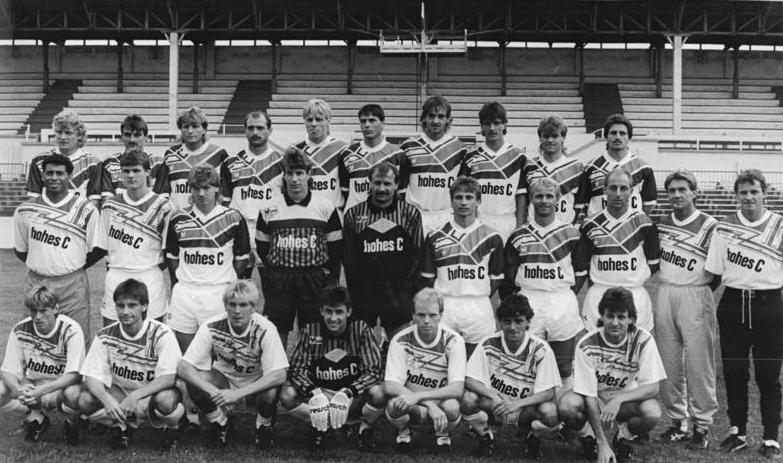
FCザクセン・ライプツィヒ初年度のメンバー

ドイツ統一の過程で1990年にクラブが再編される。同年3月、チームはFCグリューン-ヴァイス・ライプツィヒ (FC Grün-Weiß Leipzig) に名前を変更。さらに8月にSVヒェミー・ベーレン (SV Chemie Böhlen) と合併し、FCザクセン・ライプツィヒが成立した。
2000-2001シーズンに1度目の債務超過に陥った。
2008年より新たに再編されたレギオナルリーガ･ノルト（4部）に所属。2008-09シーズン中の2009年2月、チームは2度目の債務超過に陥り、オーバーリーガに降格。2009-10シーズンは本拠地をかつてホームスタジアムであったアルフレート･クンツェ･シュポルトパルクに移した。
2011年5月30日、債務処理の一環としてチームは協会登録 (Vereinsregister) を抹消し、チームは2010-2011シーズンをもってその歴史を終えた。

## チーム成績
| シーズン | リーグ          | 順位 | 得点 | 失点 | 勝点  | 備考                                                         | DFBポカール |
| --- | --------------- | ---- | ---- | ---- | ----- | ------------------------------------------------------------ | ----------- |
| 1990/91 | NOFV OL         | 12位 | 23   | 38   | 22:30 | オーバーリーガ（3部相当）に降格。                            | -           |
| 1991/92 | OL NO (St. Süd) | 5位  | 57   | 41   | 40:28 |                                                              | -           |
| 1992/93 | OL NO (St. Süd) | 1位  | 62   | 14   | 51:13 |                                                              | -           |
| 1993/94 | OL NO (St. Süd) | 4位  | 49   | 24   | 39:21 | リーグ構成変更によりレギオナルリーガ所属に。                 | 1回戦敗退   |
| 1994/95 | RL NO           | 2位  | 63   | 24   | 51:17 |                                                              | 1回戦敗退   |
| 1995/96 | RL NO           | 6位  | 50   | 45   | 50    |                                                              | -           |
| 1996/97 | RL NO           | 9位  | 61   | 53   | 46    |                                                              | -           |
| 1997/98 | RL NO           | 4位  | 60   | 36   | 56    |                                                              | -           |
| 1998/99 | RL NO           | 14位 | 41   | 62   | 35    |                                                              | -           |
| 1999/2000 | RL NO           | 6位  | 46   | 34   | 57    |                                                              | -           |
| 2000/01 | RL N            | 14位 | 42   | 43   | 45    | 債務超過に陥り、オーバーリーガに降格処分。                   | -           |
| 2001/02 | OL NO (St. Süd) | 5位  | 65   | 27   | 65    |                                                              | -           |
| 2002/03 | OL NO (St. Süd) | 1位  | 77   | 19   | 83    | レギオナルリーガに昇格。                                     | -           |
| 2003/04 | RL N            | 17位 | 34   | 56   | 24    | オーバーリーガに降格。                                       | -           |
| 2004/05 | OL NO (St. Süd) | 3位  | 52   | 31   | 63    |                                                              | -           |
| 2005/06 | OL NO (St. Süd) | 3位  | 47   | 21   | 56    |                                                              | 1回戦敗退   |
| 2006/07 | OL NO (St. Süd) | 4位  | 40   | 27   | 53    |                                                              | -           |
| 2007/08 | OL NO (St. Süd) | 4位  | 47   | 36   | 48    | リーグ構成変更によりレギオナルリーガ（4部相当）所属に。      | -           |
| 2008/09 | RL N            | 17位 | 21   | 54   | 24    | 2度目の債務超過に陥り、オーバーリーガ（5部相当）に降格処分。 | -           |
| 2009/10 | OL NO (St. Süd) | 6位  | 40   | 27   | 48    |                                                              | -           |
| 2010/11 | OL NO (St. Süd) | 10位 | 33   | 43   | 36    |                                                              | -           |
| *NOFV=北東ドイツサッカー協会 RL=レギオナルリーガ OL=オーバーリーガ N=北地区 NO=北東地区 St. Süd=南部グループ |                 |      |      |      |       |                                                              |             |

## タイトル

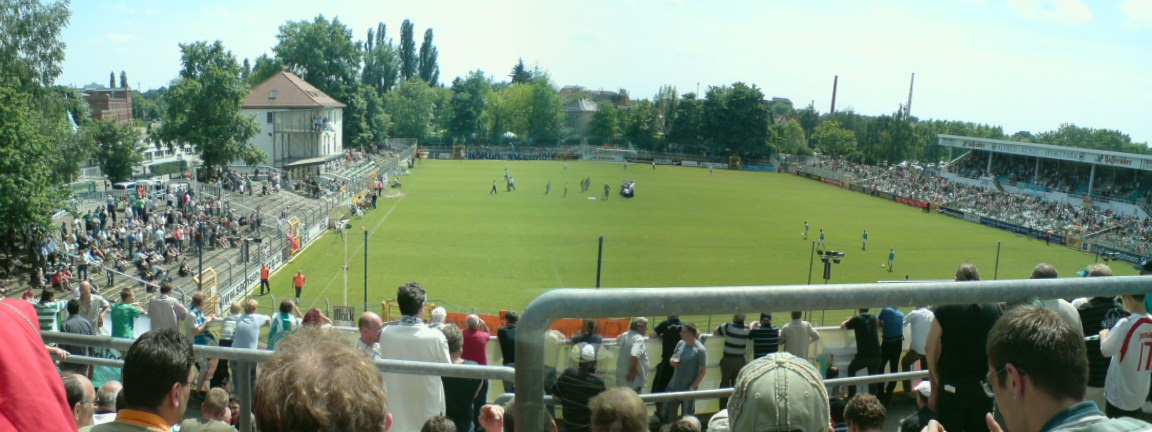
アルフレート･クンツェ･シュポルトパルク

### 国内タイトル
- DDRオーバーリーガ　2回（1951年、1964年）
- 東ドイツカップ戦（FDGBポカール）　2回（1957年、1966年）　*1957年はSCロコモティーヴェ・ライプツィヒとしての優勝

### 国際タイトル
なし

## 歴代監督
- フリスト・ボネフ 2000-2001
- Dirk Heyne 2008-